# Mazuś
Mazuś (forma żeńska: Mazuś, liczba mnoga: Mazusiowie) – polskie nazwisko.

## Etymologia nazwiska
Od nazwiska Maz po dodaniu przyrostka uś (→ Maz+uś), notowanego w Polsce już w 1382 roku. Maz → od mazać, smarować, namaszczać, nacierać.

## Demografia
Na początku lat 90. XX wieku w Polsce mieszkało 259 osób o tym nazwisku, najwięcej w dawnym województwie: lubelskim – 113, warszawskim – 45 i konińskim – 15. W 2002 roku, według bazy PESEL mieszkało w Polsce 276 osób o nazwisku Mazuś, najwięcej w Lublinie i powiecie lubartowskim.

## Znani przedstawiciele
- Józef Mazuś – podpułkownik SB,
- Stanisław Mazuś – polski malarz,
- Wieńczysław Mazuś – polski malarz i grafik.